# Inter (stacja telewizyjna)
Inter (ukr. Інтер, ros. Интер) – ukraińska prywatna stacja telewizyjna należąca do GDF Media Limited, uruchomiona 20 października 1996 roku.

## Historia
Stacja została uruchomiona 20 października 1996 r. na ukraińskich częstotliwościach rosyjskiej telewizji ORT. Do 2002 nadawała od 07:00 do 00:00, a od 30 grudnia 2002 nadaje 24 godziny na dobę. 1 lutego 2013 GDF Media Limited, należąca do Dmytra Firtasza, ogłosiła zakup 100% akcji U.A. Inter Media Group.
Obejmuje swoim zasięgiem 95% obszaru Ukrainy, z oglądalnością 19,7% (2008), od stycznia 2003 jako "Inter+" obecna w sieciach kablowych świata.